# Biuret
Biuret är en karbamid med formeln NH(CONH2)2.
Biureter är samlingsnamnet på molekyler som innehåller tre aminogrupper som hålls ihop av två karbonylgrupper. De anses vara derivat av biuret.
Biuret har gett namn åt biuretprovet, eftersom biuret är det enklaste ämnet som kan påvisas med provet.

## Framställning
Biuret framställs genom att urea hettas upp över smältpunkten så att ammoniak avdunstar.

## Användning
Biuret används i stället för urea som kväve-tillskott i djurfoder. Biuret är dyrare och mer svårsmält än urea, men det minskar risken för ammoniakförgiftning just på grund av att det tar längre tid att bryta ner.